# Алсидес
Алси́дес Эдуа́рдо Ме́ндес де Ара́ужо А́лвес, более известен как Алси́дес (порт.-браз. Alcides Eduardo Mendes de Araújo Alves; 13 марта 1985, Сан-Жозе-ду-Риу-Прету) — бразильский футболист, защитник.

## Биография

### Клубная карьера
Начал профессиональную карьеру в клубе «Витория» (Салвадор). После играл за немецкий «Шальке 04» и бразильский «Сантос». Летом 2004 года был куплен английским «Челси», и сразу был отдан в аренду, португальской «Бенфике». Сезон 2007/08 провёл в голландском «ПСВ», и вместе с командой стал чемпионом Голландии.
В августе 2008 года подписал четырёхлетний контракт с днепропетровским «Днепром». В чемпионате Украины дебютировал 1 сентября 2008 года в матче против харьковского «Металлиста» (2:0).
С 2008 года практически перестал выходить на футбольное поле. Был замешан во многих скандалах. По заявлению Владимира Бессонова: «У меня были такие игроки, как Алсидеш или Кастильо. Не хочется никого оскорблять, но эти футболисты просто мешали команде. Они мешали даже тренироваться! Эти два человека стопорили весь коллектив, потому что они были просто неуправляемыми! Просишь руководство — уберите этих игроков, но мне отвечали отказом, потому как их купили за большие деньги».
В 2011 году разорвал контракт с «Днепром»
13 марта 2013 года Алсидес перешёл в клуб «Наутико». На одной из первых тренировок защитник подрался с одноклубником, а в первой игре «Ипиранга» заработал пенальти в ворота своей команды.

### Карьера в сборной
Выступал за молодёжную сборную Бразилии до 21 года.

## Достижения
«Бенфика»
- Чемпион Примейры: 2004/05
- Финалист Кубка Португалии: 2005

«ПСВ»
- Чемпион Эредивизе (2): 2006/07, 2007/08

«Сборная Бразилии»
- Чемпион мира среди молодёжных команд: 2003